# 吉米·罗杰斯 (篮球教练)
吉米·罗杰斯（Jimmy Rodgers）前美国职业篮球教练，他毕业于爱荷华大学，是Delta Upsilon兄弟会成员
罗杰斯一共执教了NBA球队波士顿凯尔特人队两个赛季，还执教明尼苏达森林狼队将近一个半赛季。作为主教练他在NBA联盟的执教成绩只能算普通，但是作为助理教练和球队官员的罗杰斯先后与1981年，1984年和1986年在凯尔特人队以及1996年，1997年和1998年在公牛队6次夺得了NBA总冠军。